# Ulrich Rückriem

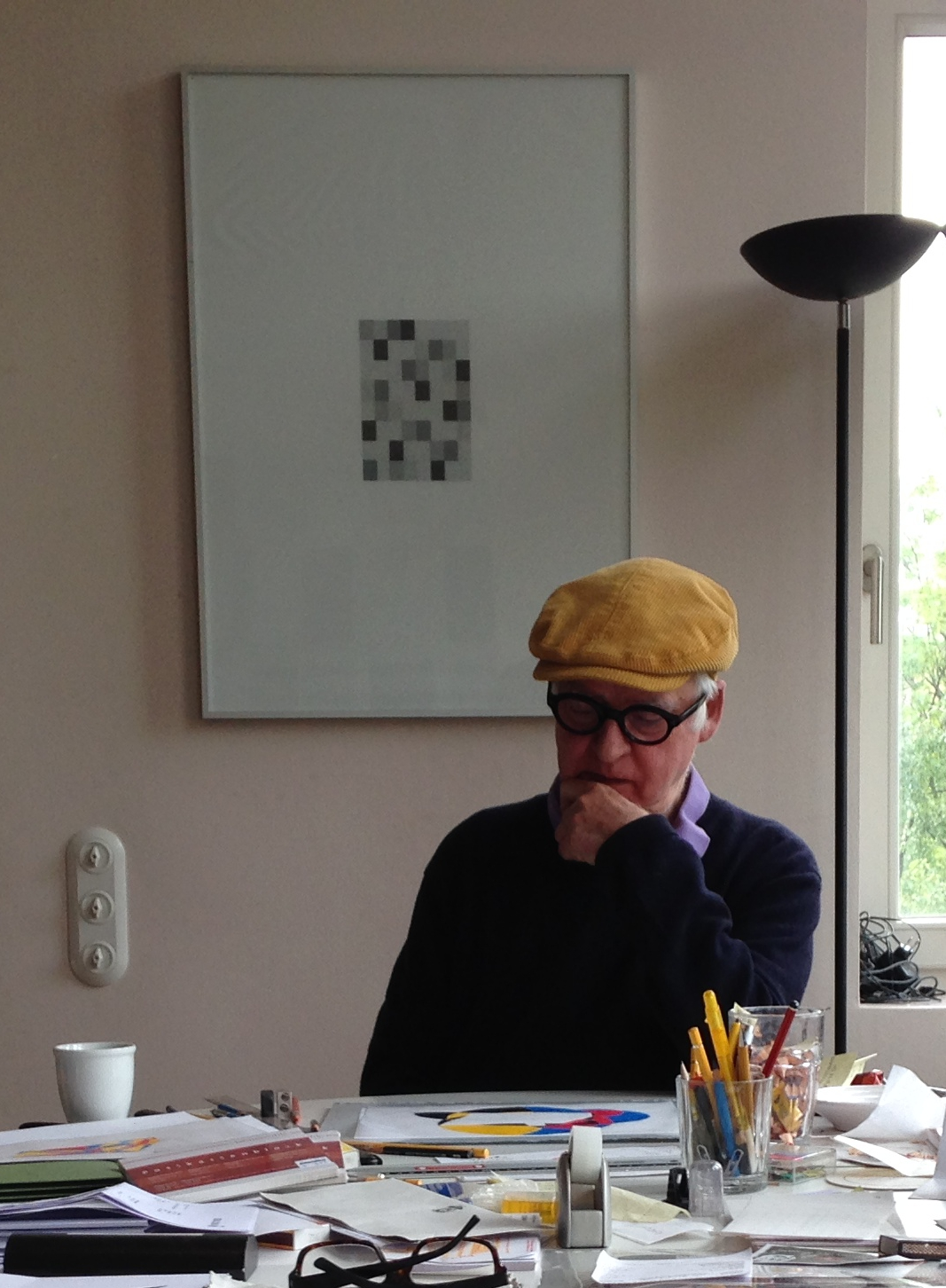
Ulrich Rückriem (2017)

Ulrich Rückriem (* 30. September 1938 in Düsseldorf) ist ein in Köln lebender Bildhauer, der oft dem Minimalismus, der Prozesskunst oder der Konzeptkunst zugeordnet wird.

## Leben und Werk
Rückriem, der von 1957 bis 1959 eine Steinmetzlehre in Düren absolvierte, arbeitete an der Dombauhütte in Köln und studierte an den Kölner Werkschulen bei Ludwig Gies. Gleichzeitig begann er seine Tätigkeit als freier Künstler. In dieser Zeit war er als Kunsterzieher am Gymnasium am Wirteltor Düren tätig, ebenso wie Herb Schiffer. 1966/1967 trat er mit Skulpturen aus Holzbalken hervor, ab 1968 gestaltet er Steinskulpturen. Hier bildete sich sein bis heute kennzeichnendes künstlerisches Verfahren heraus: typischerweise teilt Rückriem einen Steinblock von stark reduzierter kubischer Form und setzt die Teile anschließend wieder zusammen.
Von 1969 arbeitete Ulrich Rückriem in einem gemeinsamen Atelier mit Blinky Palermo in Mönchengladbach. Darüber hinaus lebte und arbeitete er von 1963 bis 1971 in Nörvenich mit Atelier in der Gymnicher Burg, die 1980 verkauft und in Schloss Nörvenich umbenannt wurde und seit 1985 das Museum Arno Breker (heute Museum Europäischer Kunst) beherbergt. Ferner wirkte er in Clonegal, County Carlow, Irland, und in der Normandie. 1974 wurde er Professor an der Hochschule für bildende Künste Hamburg, 1984 an der Kunstakademie Düsseldorf und 1988 an der Städelschule in Frankfurt am Main.
2010 zeigte das Neue Museum Nürnberg Rückriems aus elf Steinkuben bestehende Installation Granit bleu de Vire zum dritten Mal, zusammen mit weiteren Arbeiten des Künstlers. Die elf Steine sind – in Analogie zum Damenproblem – auf den quadratischen Bodenplatten des Museums wie auf einem Schachbrett arrangiert. Die Arbeit soll dem Konzept des Künstlers gemäß alle fünf Jahre in einer neuen Anordnung präsentiert werden. Es gibt dabei 341 unterschiedliche Anordnungen („unterschiedlich“ in dem Sinne, dass sie jeweils nicht durch Drehung oder Spiegelung des Schachbretts ineinander überführt werden könnten).

## Ehrungen und Auszeichnungen
- 1973: Förderpreis des Landes Nordrhein-Westfalen für Bildende Kunst
- 1984: Konrad-von-Soest-Preis des Landschaftsverbandes Westfalen-Lippe
- 1984: Deutscher Kritikerpreis für den Bereich Bildende Kunst
- 1985: Arnold-Bode-Preises der documenta – Stadt Kassel
- 1998: Piepenbrock Preis für Skulptur, Berlin
- 2001: Großer Kulturpreis der Sparkassen-Kulturstiftung Rheinland
- 2015: Kulturpreis des Kreises Düren[4]

## Ausstellungen und Sammlungen
Rückriem wurde eine Vielzahl von Einzelausstellungen gewidmet, zum Beispiel 2003 in der Neuen Nationalgalerie, Berlin. Außerdem nahm Rückriem seit 1966 an zahlreichen internationalen Gruppenausstellungen teil, darunter 1972 an der Documenta 5 in Kassel in der Abteilung Individuelle Mythologien Prozesse, 1978 an der Biennale di Venezia zusammen mit Dieter Krieg, 1982 an der documenta 7, 1984 an Von hier aus – Zwei Monate neue deutsche Kunst in Düsseldorf, 1987 an der documenta 8 oder 1992 an der documenta IX und im Kunstverein Ingolstadt. Die erste Retrospektive des Künstlers fand im Jahr 1973 in der Kunsthalle Tübingen statt.
Rückriems Skulpturen sind in vielen internationalen Sammlungen und Museen vertreten, darunter z. B. im Skulpturenpark Köln, im Skulpturengarten des Neuen Museums Nürnberg, der Neuen Nationalgalerie, Berlin, im Irish Museum of Modern Art, im Museu d’Art Contemporani de Barcelona, oder im Centro de Arte y Naturaleza (CDAN) in Huesca. Anlässlich seines 70. Geburtstages überließ der Künstler 2008 sein Archiv den Kunstsammlungen der Ruhr-Universität Bochum.
1994 wurden in Rommerskirchen-Sinsteden die Skulpturen-Hallen Ulrich Rückriem eröffnet. In zwei Hallen sowie im Außenbereich werden auf 2000 m² ca. 100 Skulpturen präsentiert. Die Skulpturen-Hallen sind dem Kulturzentrum Sinsteden des Rhein-Kreises Neuss angegliedert.

## Arbeiten im öffentlichen Raum
Viele Arbeiten Rückriems sind als Kunst im öffentlichen Raum frei zugänglich. Seine Skulptur Granit Rosa Porriño beispielsweise steht auf dem Alten Marktplatz im Zentrum von Lörrach im Rahmen des Lörracher Skulpturenwegs. Weitere Skulpturen von Rückriem stehen vor der Zentrale des Goethe-Instituts in München, neben der Neuen Nationalgalerie in Berlin, vor dem Hessischen Hauptstaatsarchiv Wiesbaden, im Skulpturenpark Köln oder vor dem Hauptquartier von Novartis in Basel und im Stadtgarten Essen.
Ende Juni 2011 wurde vor dem Leopold-Hoesch-Museum in Düren seine 80 t schwere Steinskulptur „Ursprung“ aufgebaut. Sie besteht aus Anröchter Dolomit. Aus demselben Material schuf er auch den Hauptaltar des Hildesheimer Doms.
Für den südlichen Innenhof des Reichstages schuf Rückriem zwei Bodenskulpturen aus Granit, die
die architektonische Raumsituation aufgreifen und ergänzen, vgl. Kunstwerke im Reichstagsgebäude.

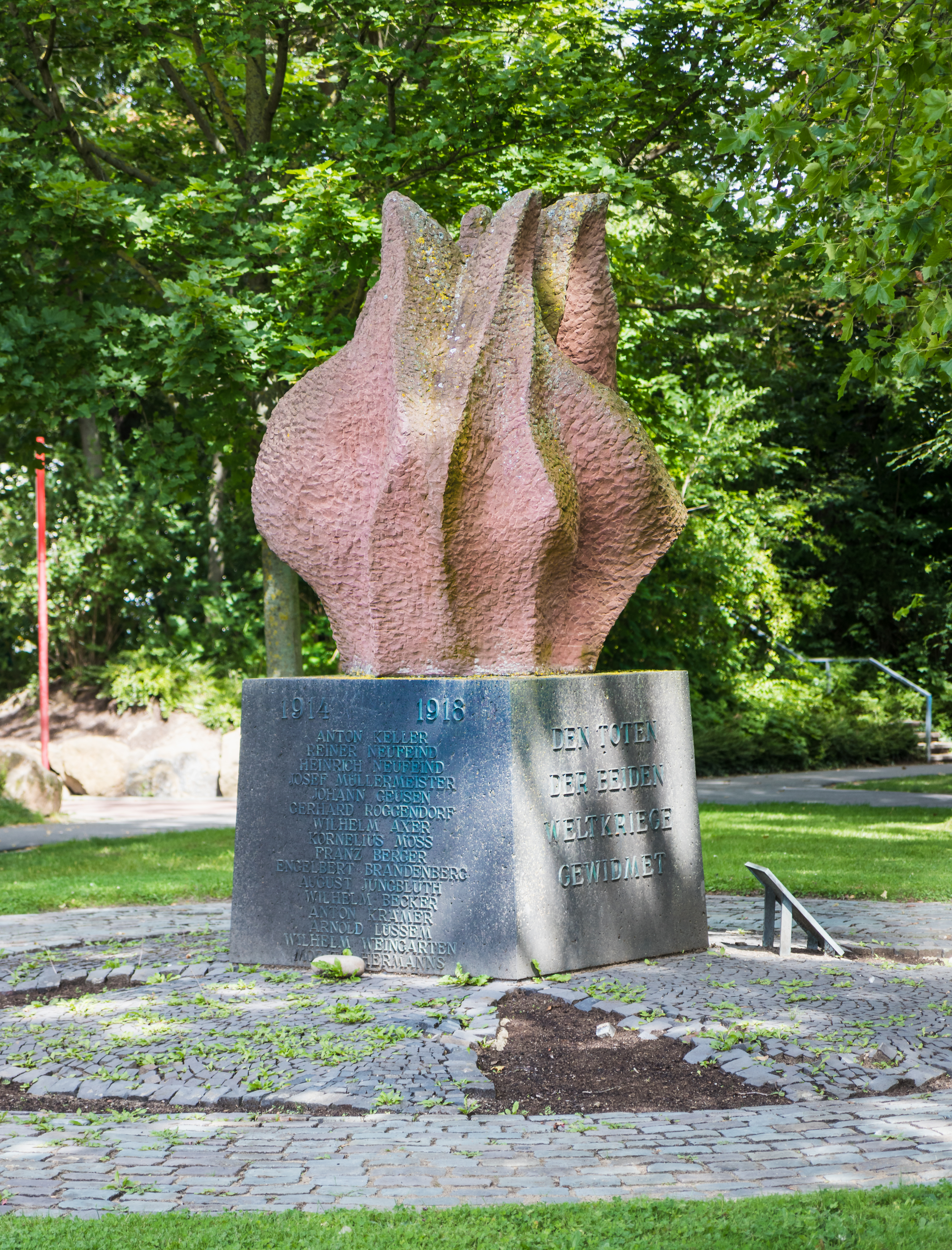
Ehrenmal (1965) – Nörvenich
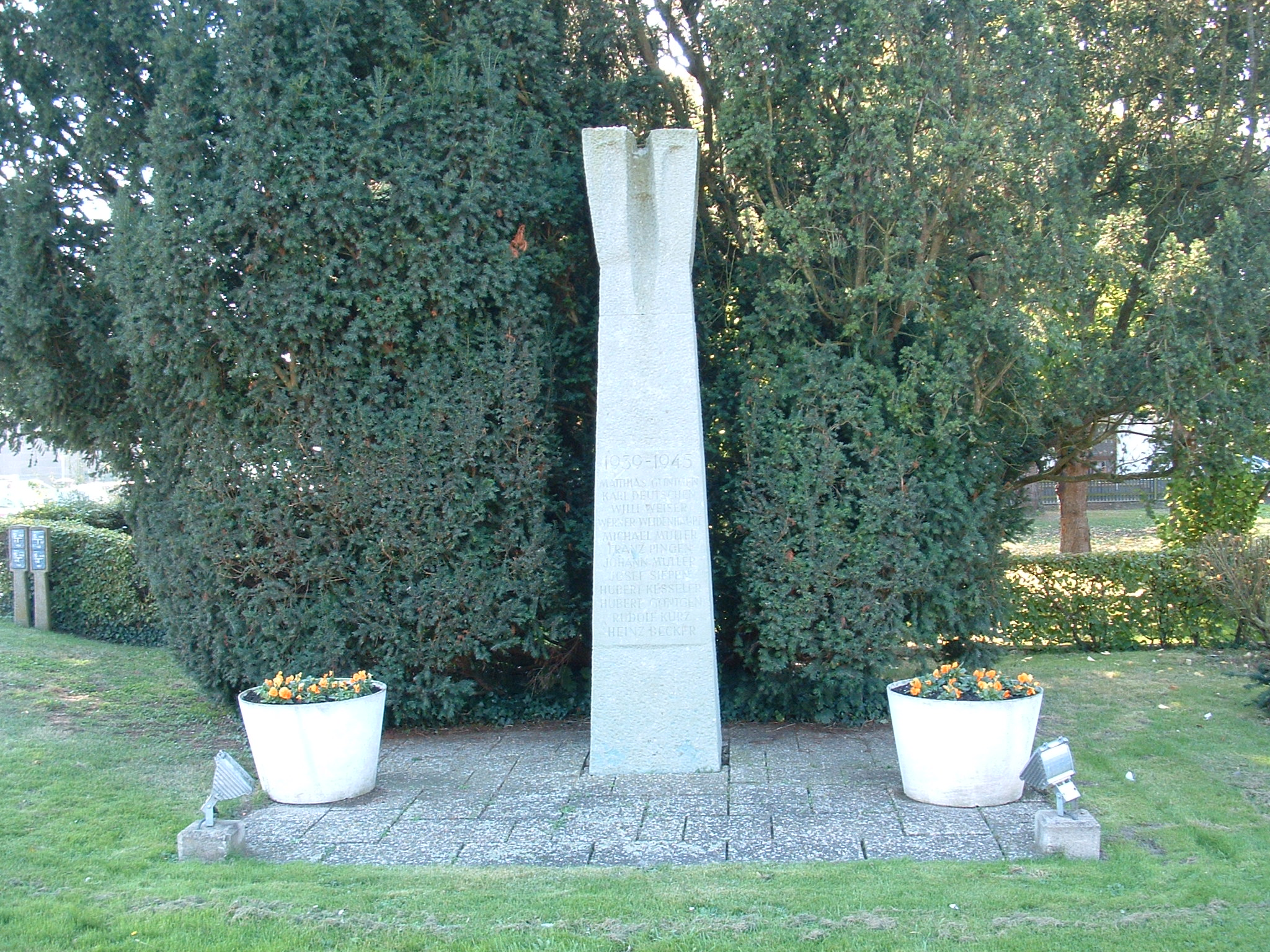
Ehrenmal (1966) – Nörvenich-Frauwüllesheim (Stele besteht aus fünf Elementen)
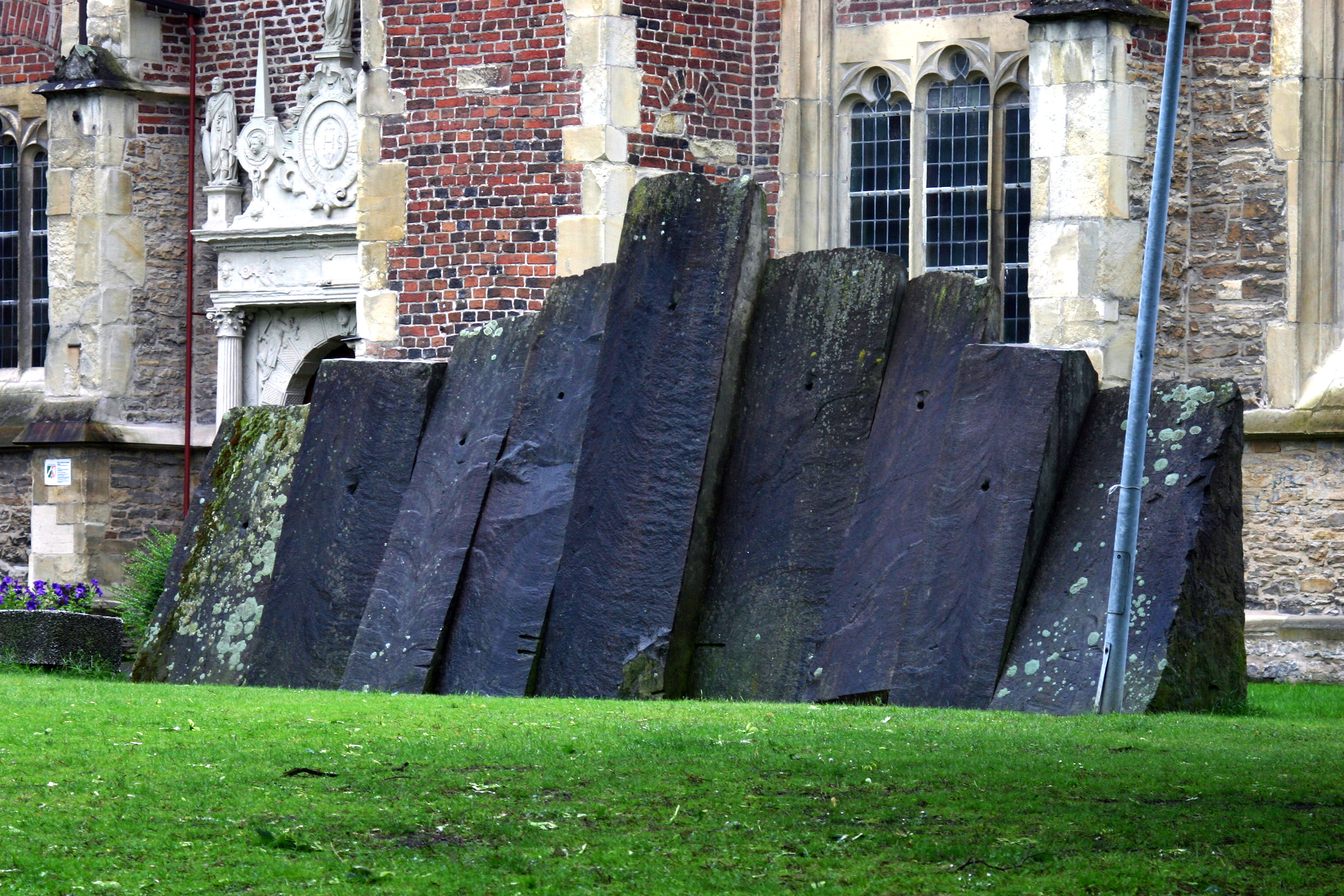
Dolomit, zugeschnitten (1977) – Münster
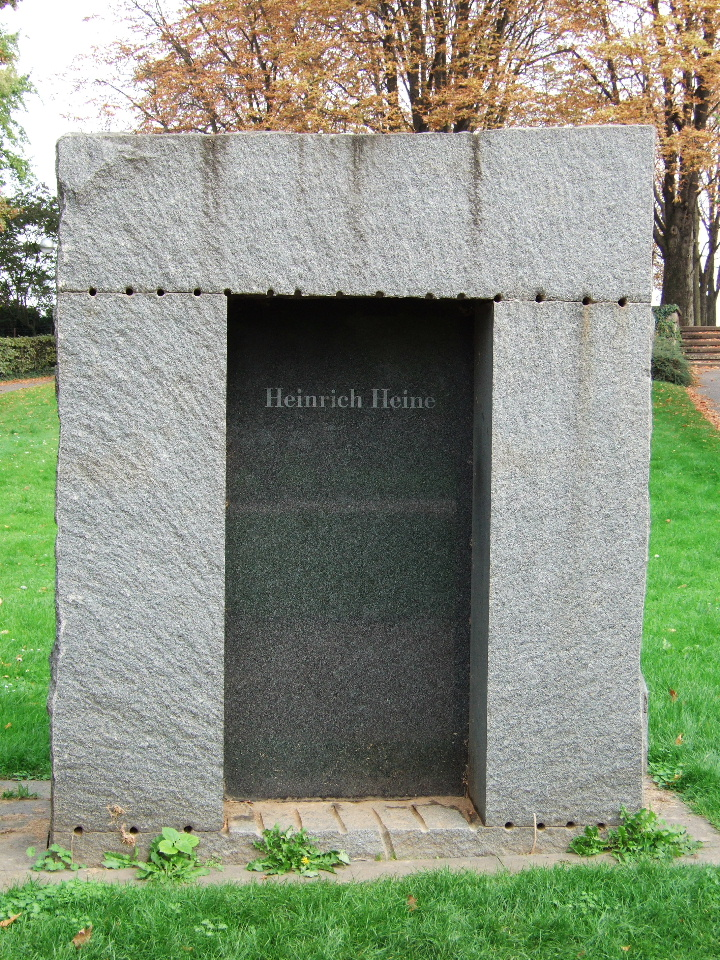
Heine-Denkmal (1982) – Alter Zoll, Bonn
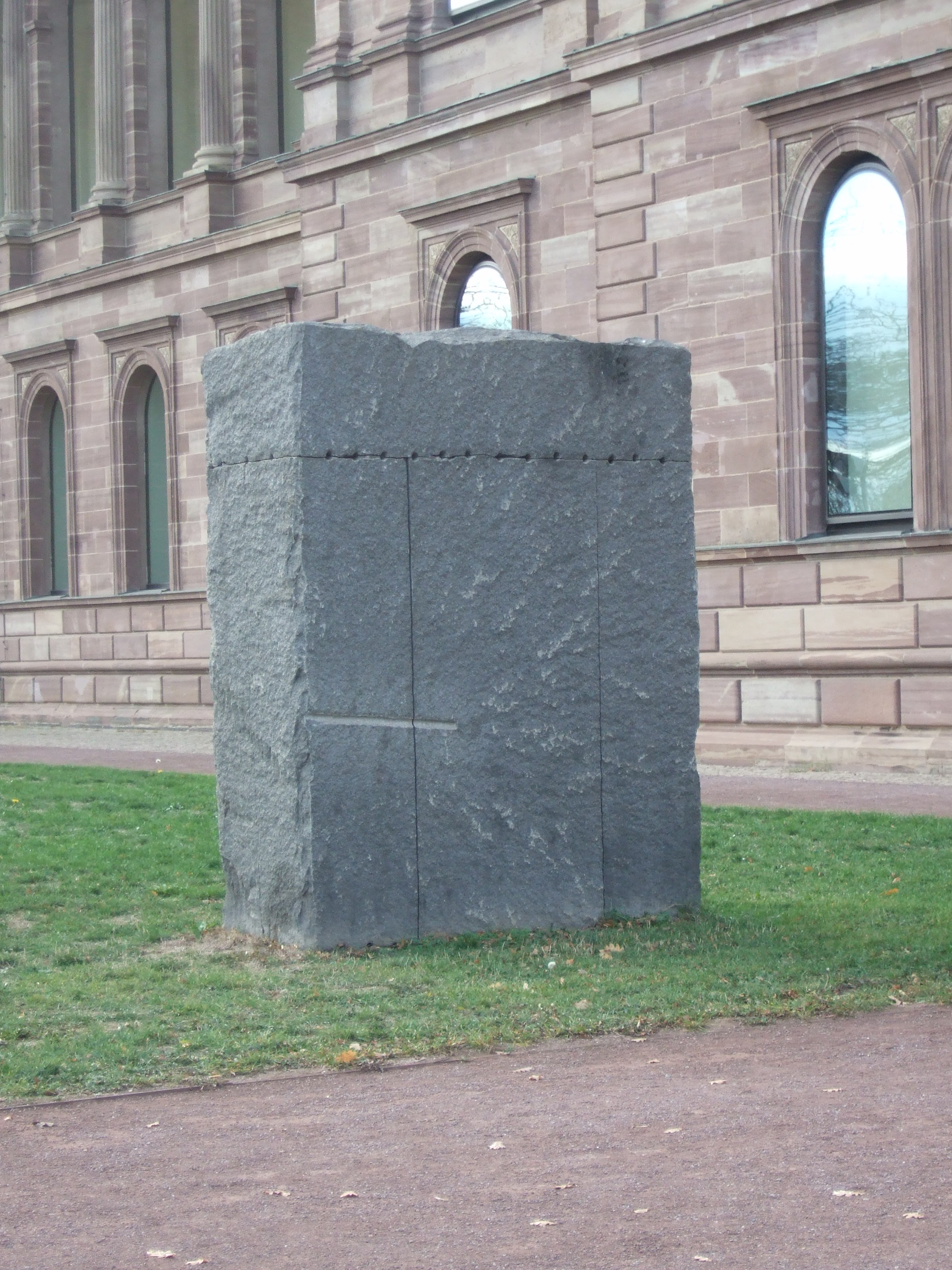
Ein Granitblock (1982) – Kassel
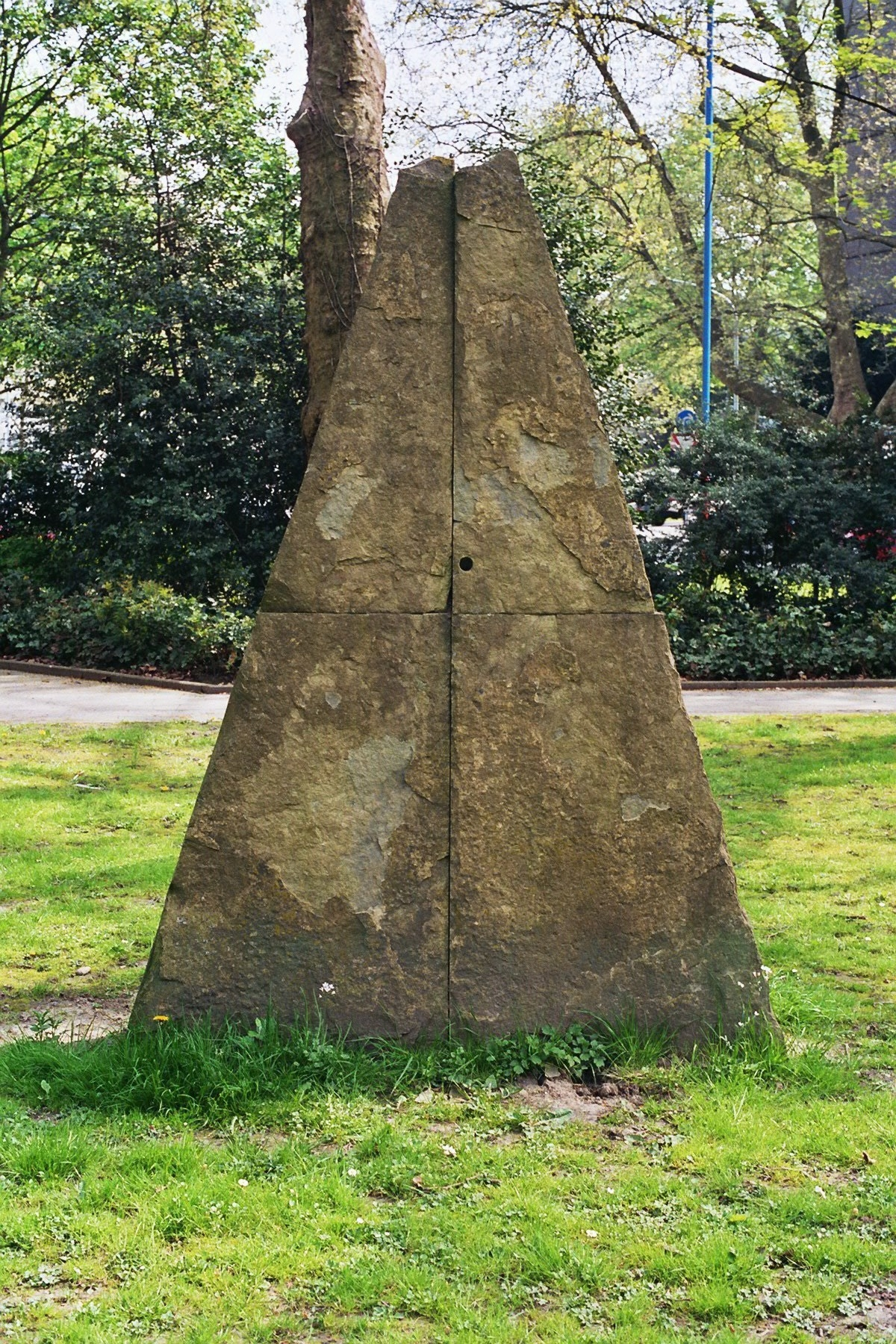
o. T. Anröchter Dolomit (1983) – Moltkeplatz, Essen
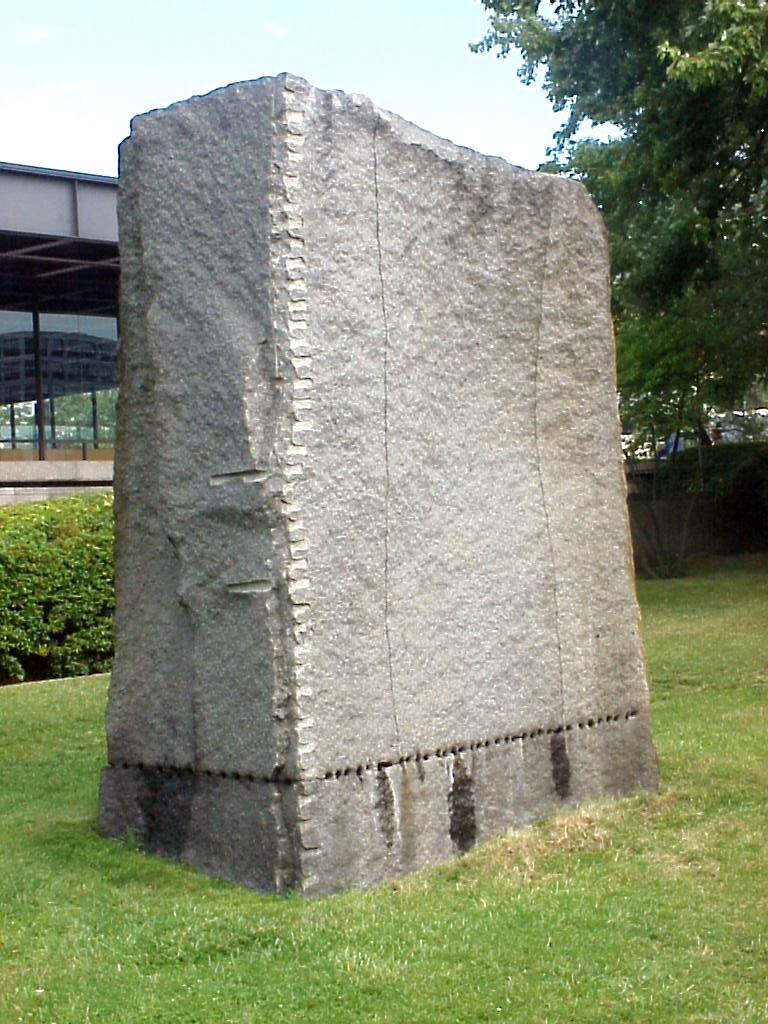
Granit (Normandie), gespalten, geschnitten (1985)
- Neue Nationalgalerie, Berlin
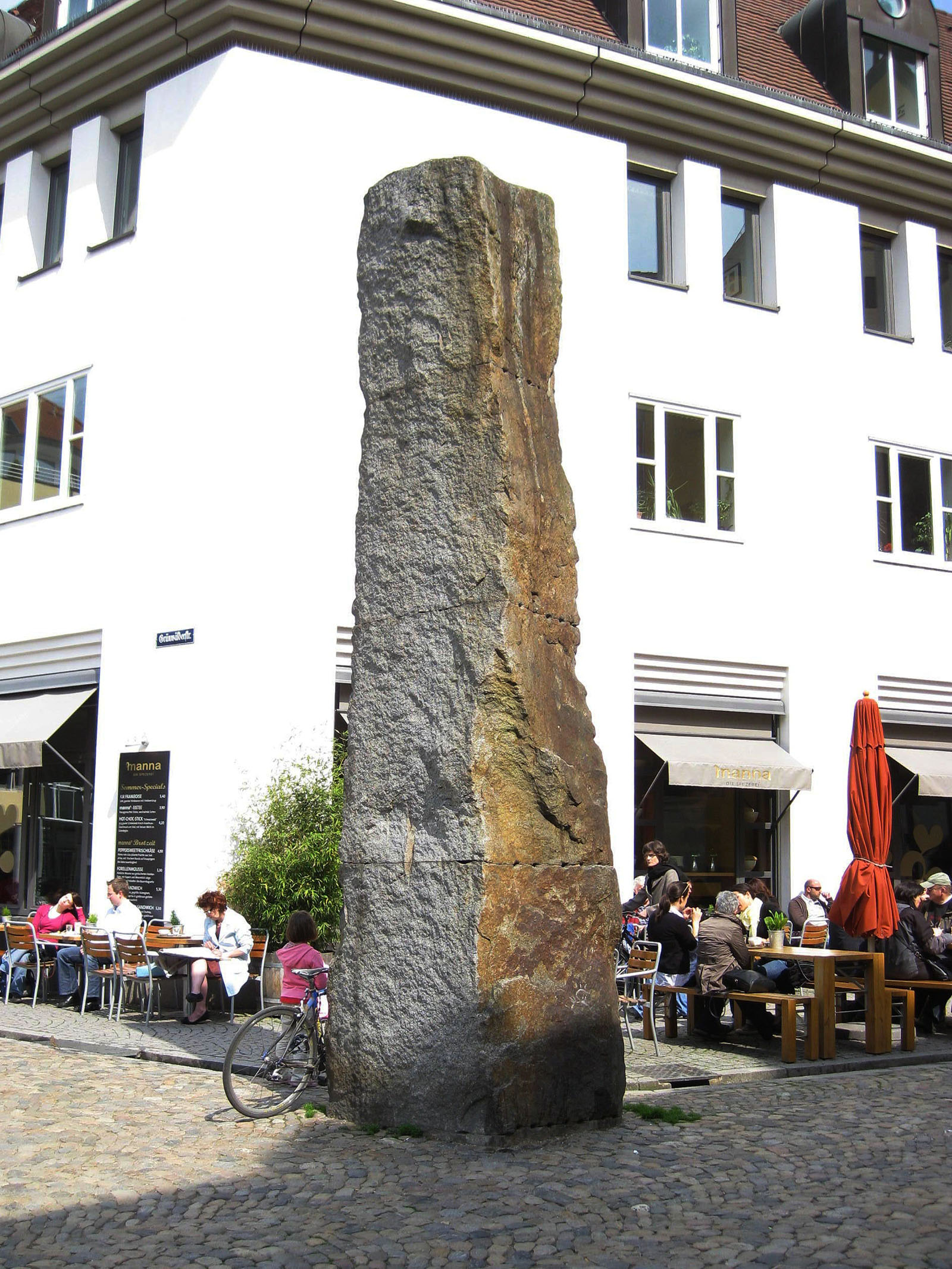
o. T. (1986), Augustinerplatz (Freiburg im Breisgau)
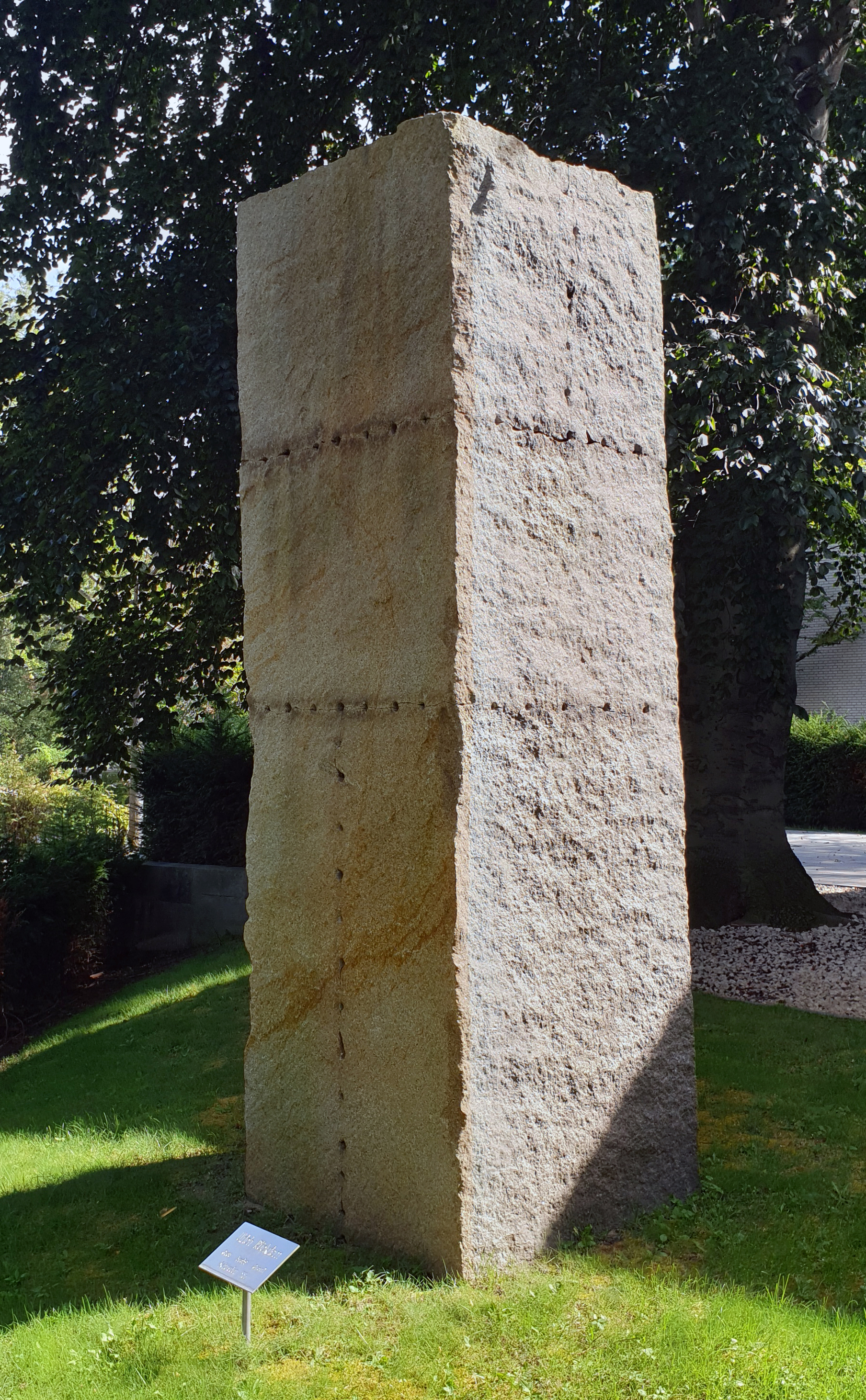
Grau Broby Granit (1986), Berlin-Charlottenburg
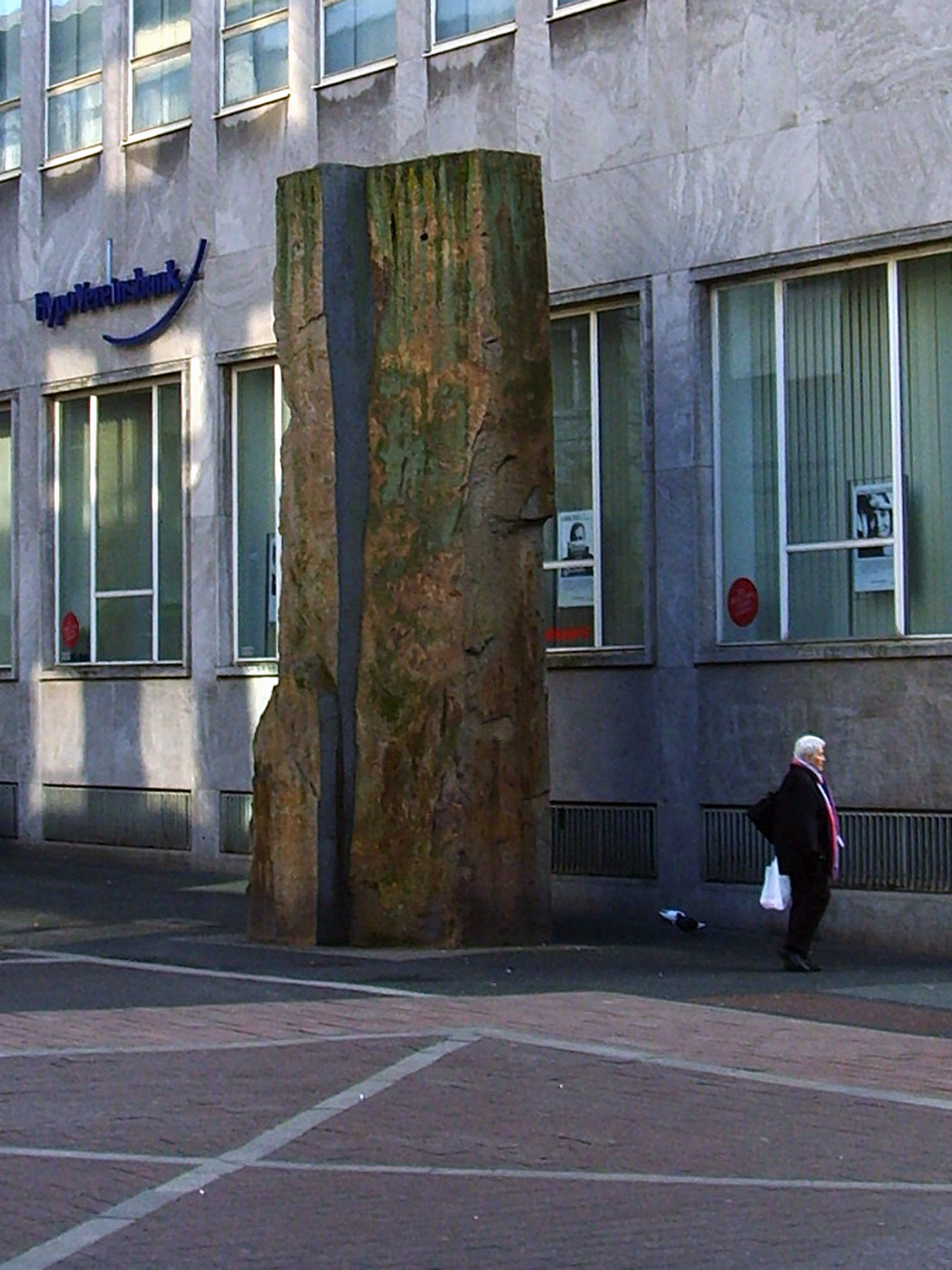
Granit Bleu de Vire, geschnitten (Standort bis 1987) – Bochum
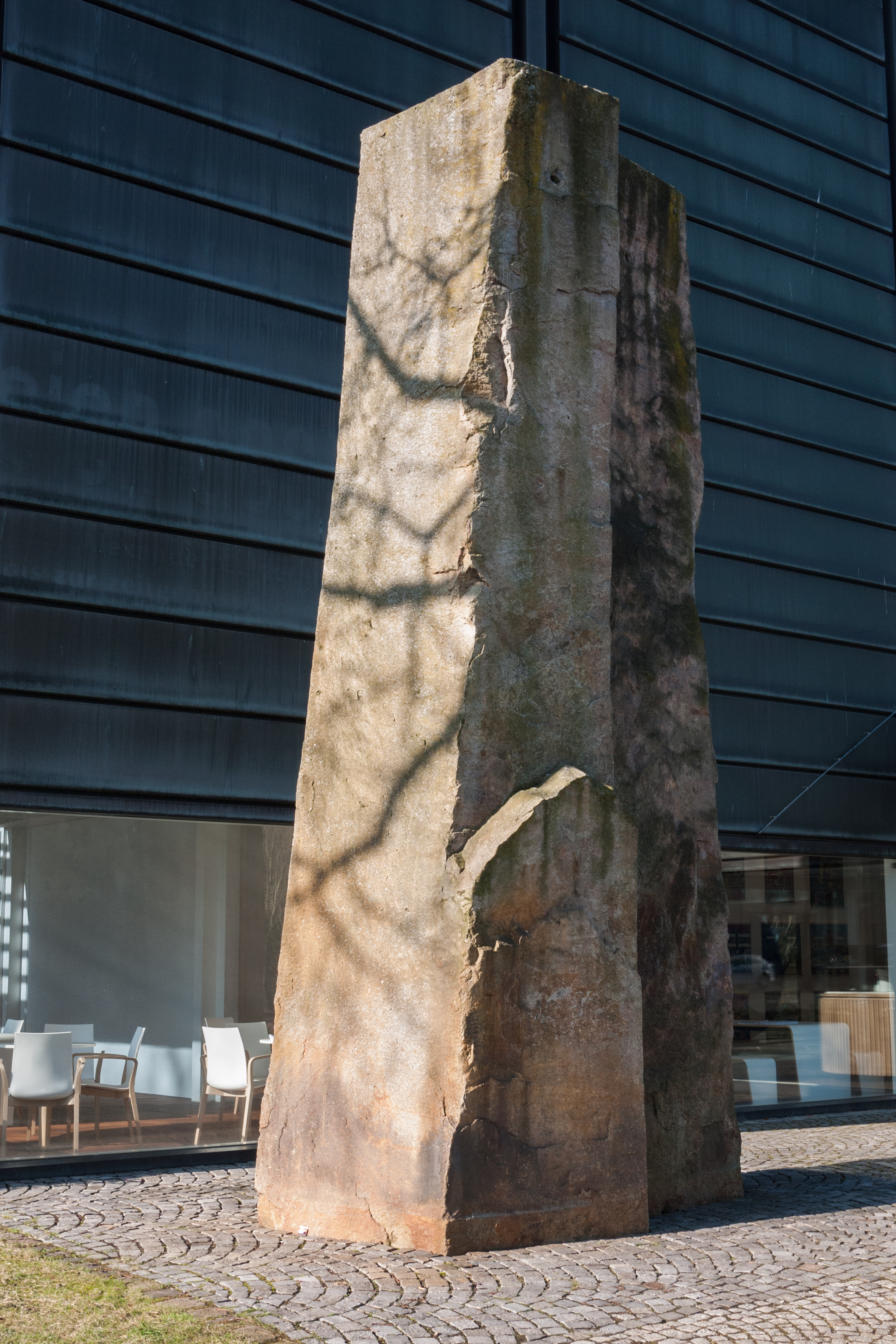
Granit Bleu de Vire (Standort ab 1988) – Kunstmuseum Bochum
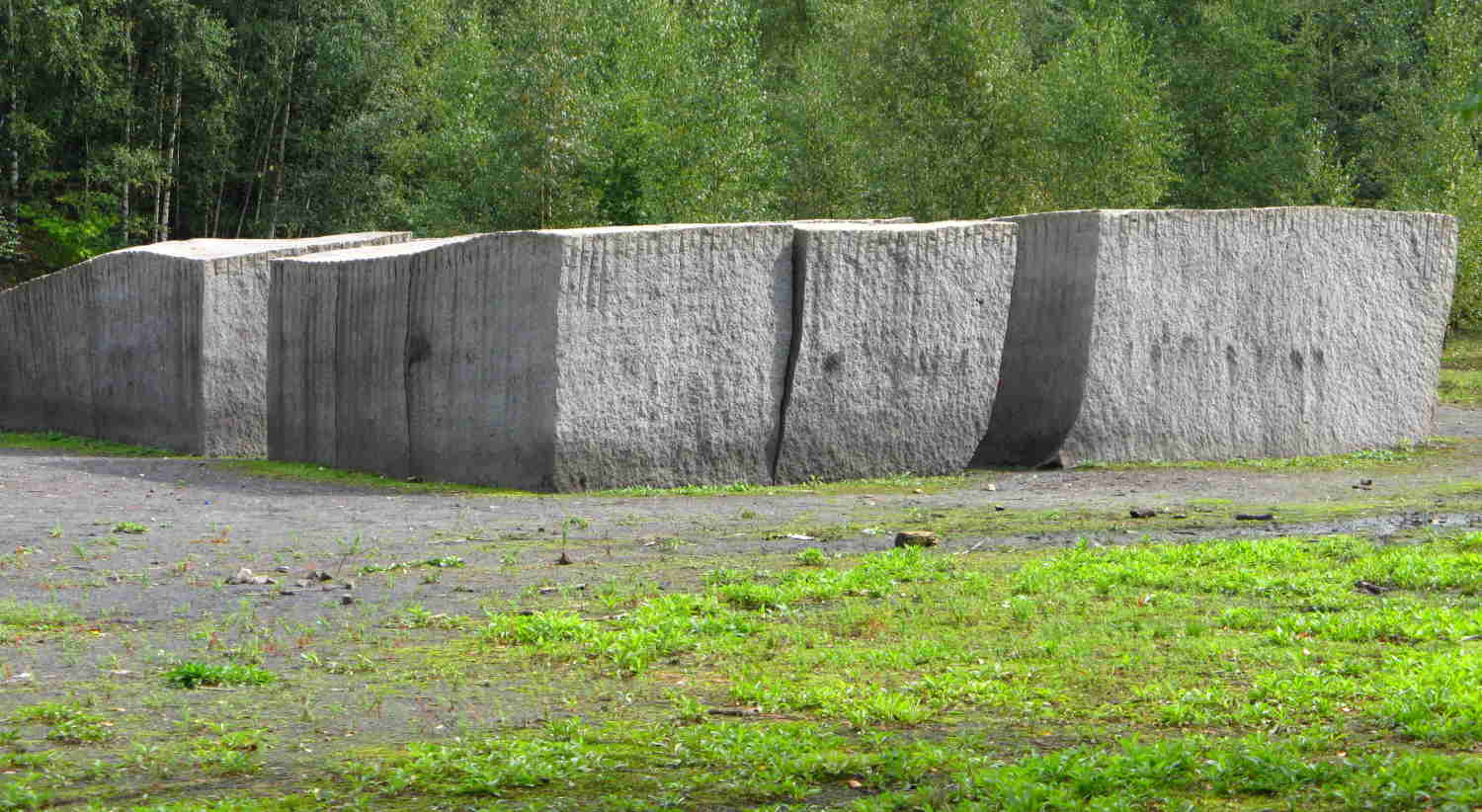
Castell (1991) 24-teilig, Granit, Skulpturenwald – Halden Zollverein, Zeche Zollverein, Essen
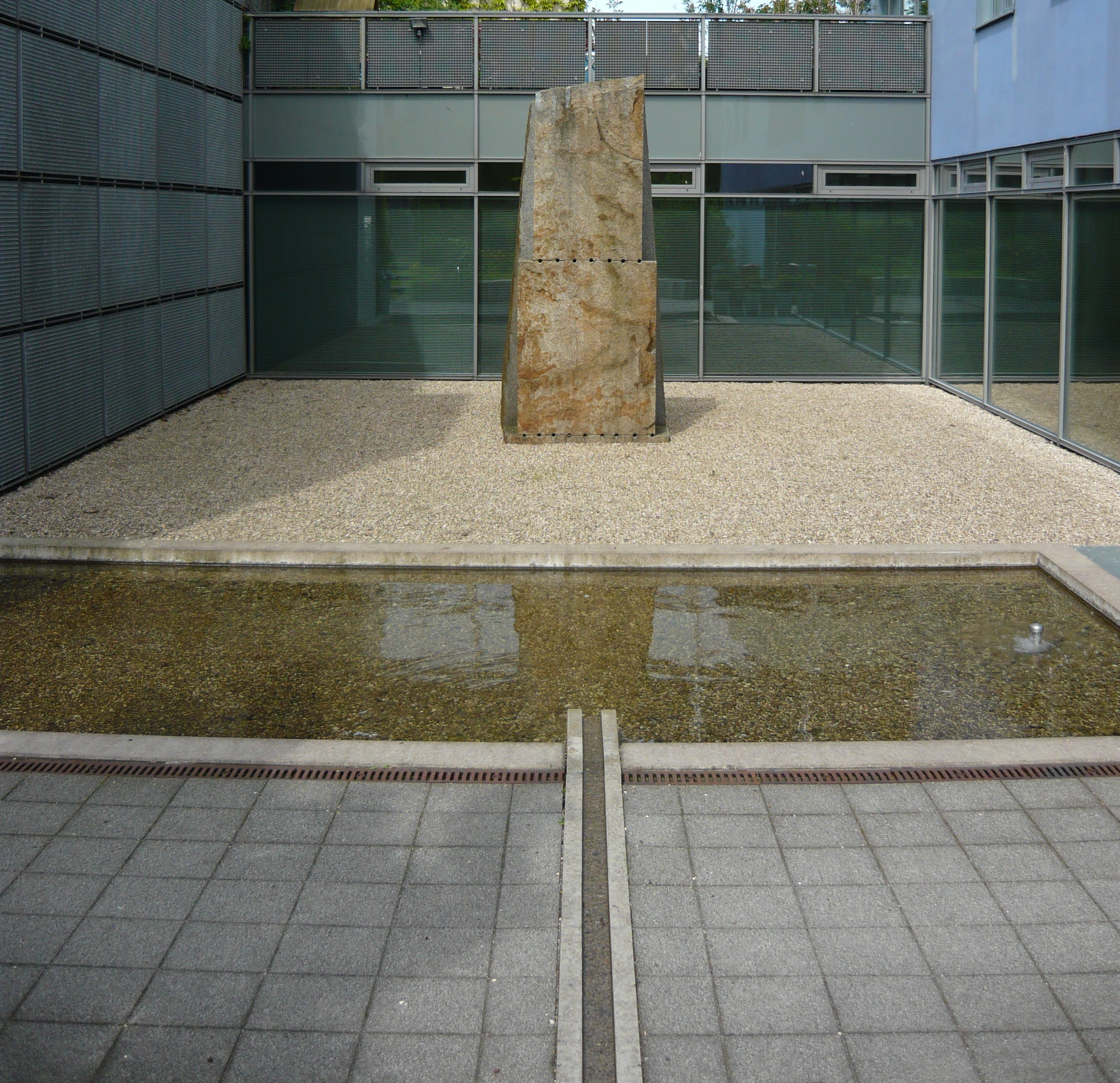
Stein (Granit Bleu de vire aus der Normandie) (2012) – Evangelisches Kirchenzentrum Kronsberg
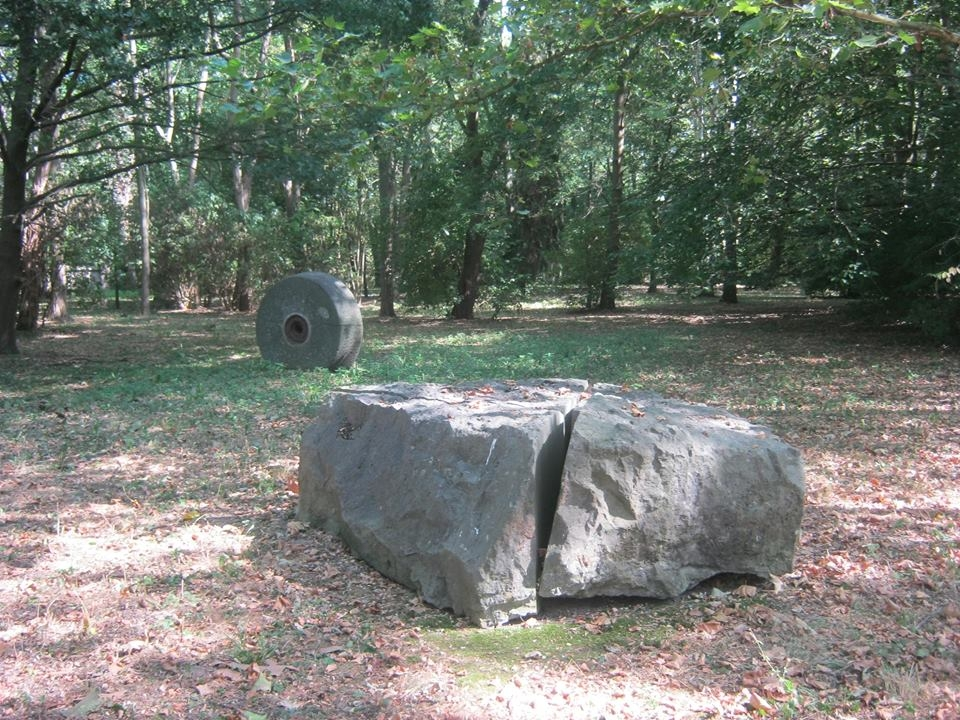
Granitstein in Alt-Oberbolheim
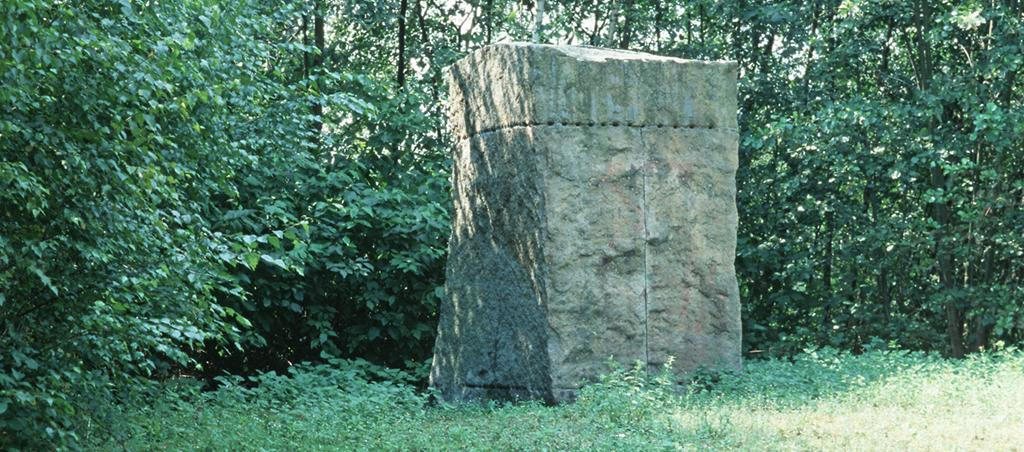
Skulptur, Skulpturenwald – Halden Zollverein, Zeche Zollverein, Essen
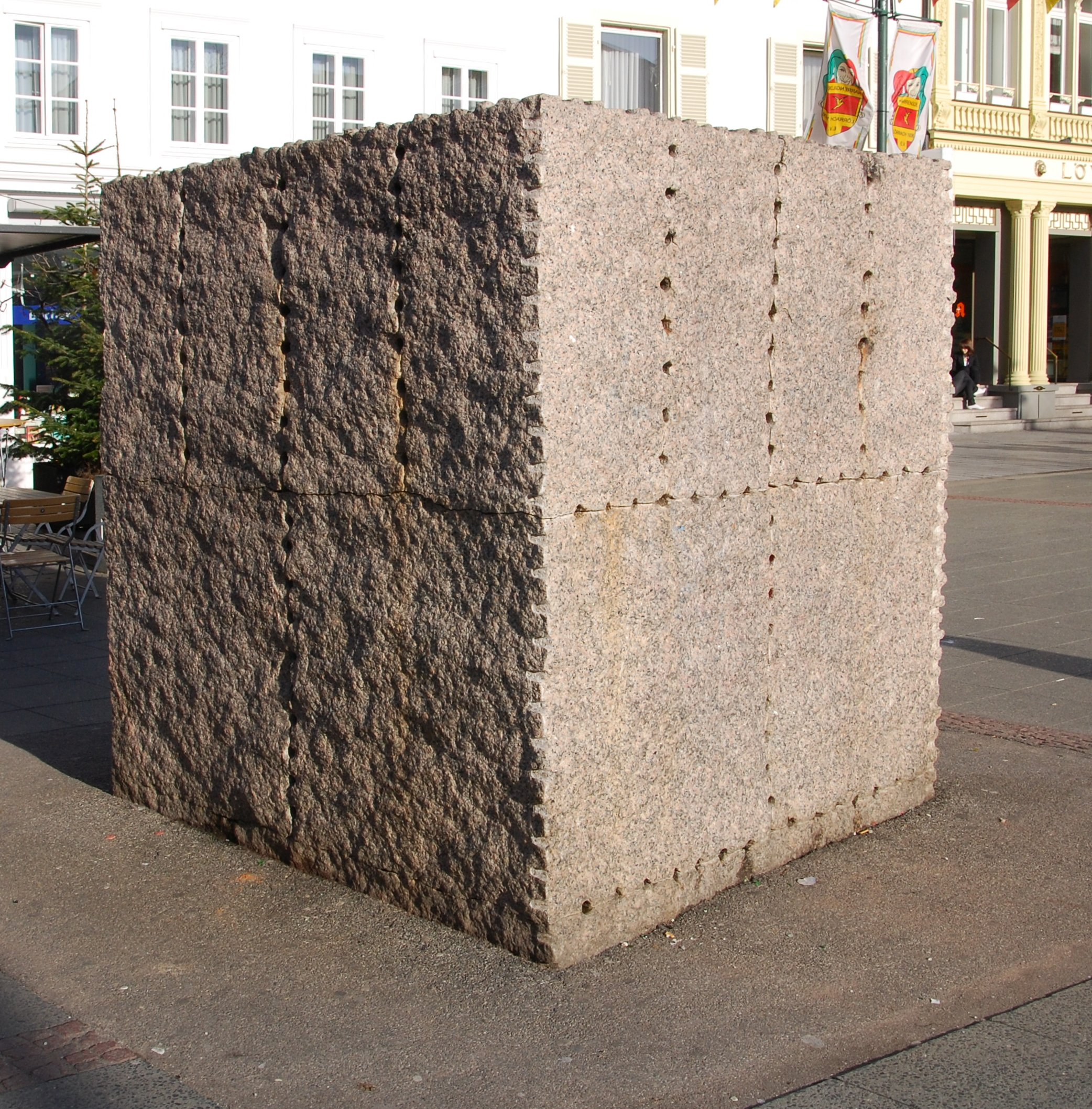
Granit Rosa Porriño – Lörrach
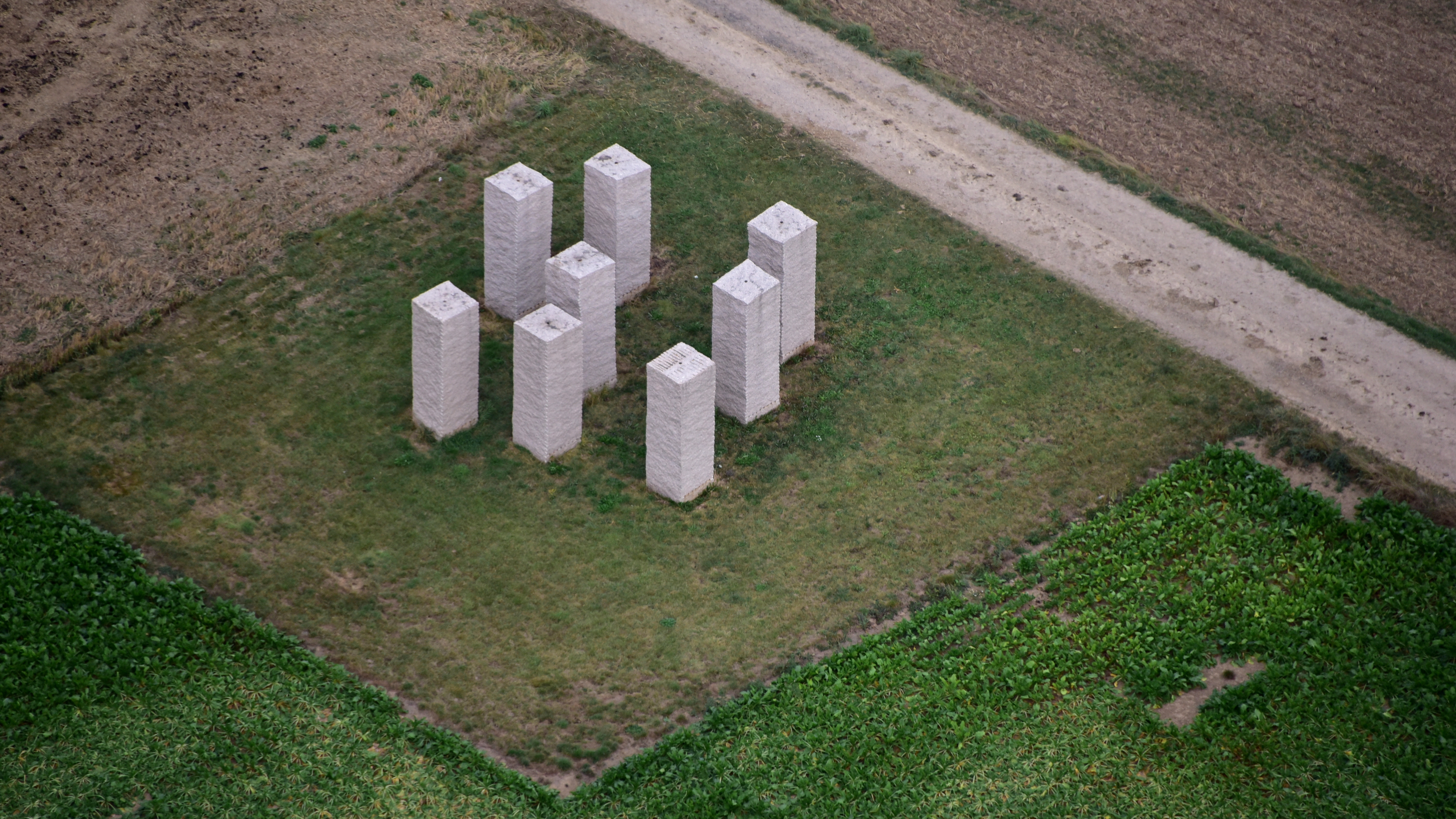
Nähe Burg Langendorf (Zülpich), Luftaufnahme (2016)
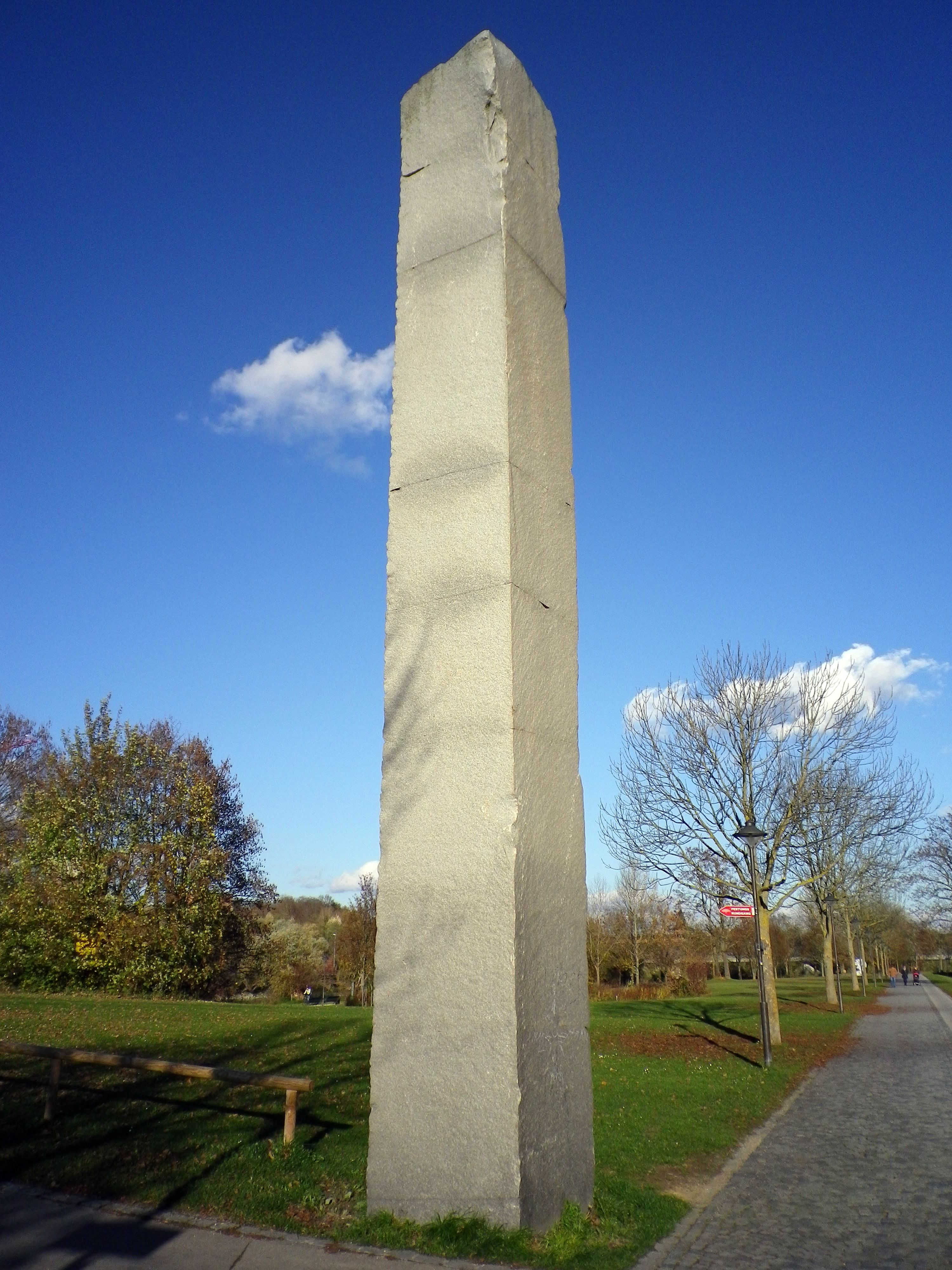
Stele in der Landesgartenschau Ingolstadt 1992
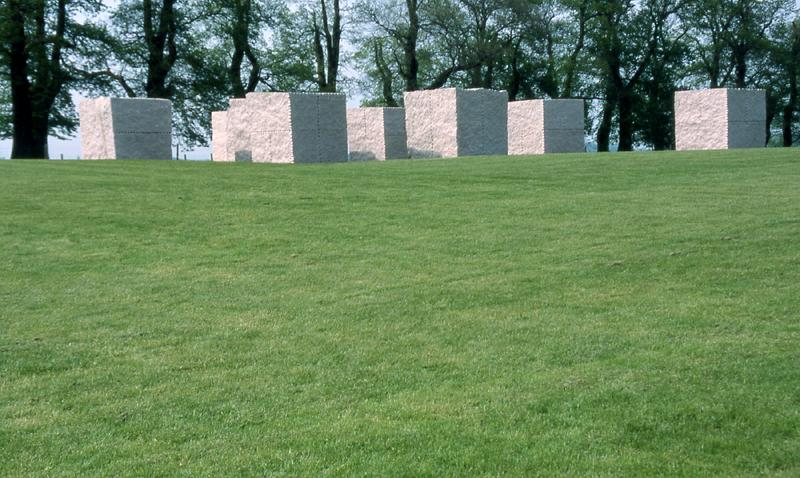
Variationen eines Blocks, Schloss Dyck (Foto 2004)
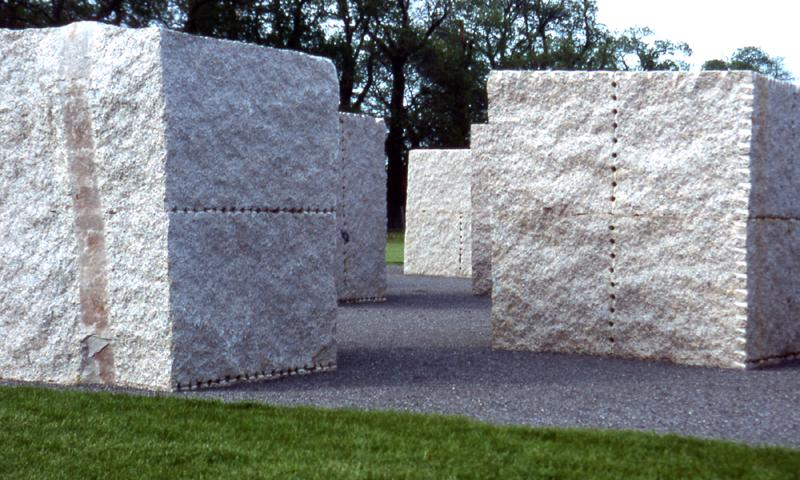
Variationen eines Blocks, Ausschnitt